# Anthony Le Duey
Anthony Le Duey (* 14. Oktober 1973 in Le Havre) ist ein französischer Duathlet und Triathlet. Er ist sechsfacher nationaler Meister auf der Duathlon-Kurz- und Langdistanz und Vize-Europameister Duathlon (2012).

## Werdegang
Anthony Le Duey betreibt Triathlon seit 1997.
2009 und erneut 2010 wurde Anthony Le Duey in Zofingen in der Schweiz Dritter bei der Weltmeisterschaft auf der Duathlon-Langdistanz (16,5 km Laufen, 80 km Radfahren und 11 km Laufen).

Im April 2012 wurde er Vize-Europameister Duathlon hinter Joerie Vansteelant beim Powerman Holland.
Anthony Le Duey wurde im Mai 2017 Sechster bei der Duathlon-Europameisterschaft.

## Sportliche Erfolge
| Datum/Jahr    | Rang | Wettbewerb                                                 | Austragungsort    | Zeit       | Bemerkung                                                                 |
| ------------- | ---- | ---------------------------------------------------------- | ----------------- | ---------- | ------------------------------------------------------------------------- |
| 21. Mai 2017  | 6    | ETU Powerman Long Distance Duathlon European Championships | Vejle             | 03:03:05   | Duathlon Mitteldistanz Vize-Europameister                                 |
| 24. Juli 2016 | 1    | Powerman Austria                                           | Weyer             | 02:36:06,6 | [ 2 ]                                                                     |
| 23. Aug. 2015 | 3    | Powerman Austria                                           | Weyer             |            |                                                                           |
| 3. Aug. 2014  | 1    | Powerman Belgien                                           | Geel              |            | [ 3 ]                                                                     |
| 27. Apr. 2014 | 1    | Powerman Denmark                                           | Kopenhagen        |            |                                                                           |
| 2013          | 1    | FRA Long Distance Duathlon National Championships          | Cambrai           |            | Staatsmeister auf der Duathlon-Langdistanz                                |
| 4. Aug. 2013  | 2    | Powerman Belgien                                           | Geel              |            |                                                                           |
| 19. Aug. 2012 | 3    | Powerman Austria                                           | Weyer             |            |                                                                           |
| 5. Aug. 2012  | 2    | Powerman Belgien                                           | Geel              |            |                                                                           |
| 29. Apr. 2012 | 2    | ETU Powerman Duathlon European Championships               | Horst aan de Maas | 02:42:37   | Vize-Europameister beim Powerman Holland; hinter Joerie Vansteelant       |
| 19. Aug. 2011 | 3    | Powerman Austria                                           | Weyer             |            |                                                                           |
| 7. Aug. 2011  | 1    | Powerman Belgien                                           | Geel              |            |                                                                           |
| 5. Sep. 2010  | 3    | ITU Long Distance Duathlon World Championships             | Zofingen          |            | ITU-Weltmeisterschaft Duathlon auf der Langdistanz beim Powerman Zofingen |
| 2010          | 1    | FRA Long Distance Duathlon National Championships          | Chaumont          |            | Staatsmeister auf der Duathlon-Langdistanz                                |
| 2009          | 3    | ITU Long Distance Duathlon World Championships             | Zofingen          |            |                                                                           |
| 2009          | 2    | Powerman Austria                                           | Weyer             |            | hinter dem Belgier Joerie Vansteelant                                     |
| 16. Sep. 2001 | 20   | ITU Duathlon World Championships                           | Rimini            | 01:51:23   | Weltmeisterschaft auf der Duathlon-Kurzdistanz                            |

(DNF – Did Not Finish)